# Mrozoodporność (materiały)
Mrozoodporność  – przeciwstawianie się materiału całkowicie nasyconego wodą niszczącemu działaniu zamarzającej wody znajdującej się wewnątrz wyrobu poddawanej cyklicznemu zamrażaniu i odmrażaniu. Podczas zamrażania woda zwiększa swoją objętość o ok. 10% wywołując naprężenia mogące uszkodzić strukturę materiału.
Stopień mrozoodporności przyjmuje się na podstawie wskaźnika N, oznaczającego liczbę cykli zamrażania i rozmrażania. Jest on spełniony, jeśli po odpowiedniej liczbie cykli (zamrażanie do -15 lub -20 °C i rozmrażanie do +20 °C) próbka nie wykazuje pęknięć, masa ubytków (zniszczone krawędzie, odpryski) nie przekracza 5%, a obniżenie wytrzymałości na ściskanie w stosunku do próbek niezamrażanych jest nie większe niż 20%. 
Dla betonu współczynnik N wynosi ok. 50. Materiały z małymi porami są zazwyczaj bardziej mrozoodporne od materiałów z większymi porami.